# Kanton Brassac
Kanton Brassac is een voormalig kanton van het Franse departement Tarn. Kanton Brassac maakte deel uit van het arrondissement Castres en telde 3347 inwoners (1999). Het werd opgeheven bij decreet van 17 februari 2014 met uitwerking op 22 maart 2015. Alle gemeenten zijn opgenomen in het nieuwe kanton Les Hautes Terres d'Oc.

## Gemeenten
Het kanton Brassac omvatte de volgende gemeenten:
- Brassac (hoofdplaats)
- Cambounès
- Castelnau-de-Brassac
- Le Bez
- Le Margnès